# Dăbâca
Dăbâca (in ungherese Doboka, in tedesco Doboka o Dabuke) è un comune della Romania di 1 626 abitanti, ubicato nel distretto di Cluj, nella regione storica della Transilvania.
Il comune è formato dall'unione di 3 villaggi: Dăbâca, Luna de Jos, Pâglișa.